# Острів Куна
О́стрів Ку́на (рос. Остров Куна) — острів в Північному Льодовитому океані, у складі архіпелагу Земля Франца-Йосифа. Адміністративно відноситься до Приморського району Архангельської області Росії.

## Географія
Острів знаходиться в центральній частині архіпелагу, входять до складу Землі Зичі. Розташований на північ від острова Грілі, від якого відмежований протокою Штернека. Американська протока на північному заході відмежовує його від острова Паєра.
Крайня західна точка — мис Головіна, крайня східна — мис Обривистий. Біля південного півострова лежить острів Брош.